# احمد راشد (بازیکن فوتبال، زاده ۱۹۹۷)
احمد راشد (انگلیسی: Ahmed Rashed؛ زادهٔ ۱۹ ژانویهٔ ۱۹۹۷) یک بازیکن فوتبال اهل امارات متحده عربی است.